# Henry Gibson
Henry Gibson, född James Bateman 21 september 1935 i Germantown, Philadelphia, död 14 september 2009 i Malibu, Kalifornien var en amerikansk komiker, skådespelare och låtskrivare.

## Utmärkelser
Gibson har bland annat vunnit National Society of Film Critics pris som Best Supporting Actor för Nashville 1975.

## Rollista i urval
- 1963 – Dr. Jäkel och Mr. Hyde
- 1964 – Kyss mej dumbom
- 1968–1971 – Rowan & Martin's Laugh-In (TV-serie)
- 1973 – Fantastiska Wilbur (röst)
- 1975 – Nashville
- 1975, 1978 – Wonder Woman (TV-serie)
- 1977 – Glöm inte kamelerna
- 1979 – Ett "perfekt" par
- 1980 – Hälsan framför allt
- 1980 – Blues Brothers
- 1981 – Hjälp, jag krymper!
- 1981, 1984 – Stuntmannen (TV-serie)
- 1985 – Wuzzlarna (TV-serie) (röst)
- 1987 – Heta nyheter
- 1987 – 24-timmarsjakten
- 1987 – Foofur (TV-serie) (röst)
- 1989 – En djävul till granne
- 1989 – Jorden runt på 80 dagar (miniserie)
- 1990 – Gremlins 2 – Det nya gänget
- 1992 – Tom & Jerry gör stan osäker (röst)
- 1996 – Bio-Dome
- 1997–1999 – Sabrina tonårshäxan (TV-serie)
- 1999 – Magnolia
- 1999–2004 – Rocket Power (TV-serie) (röst)
- 2004–2008 – Boston Legal (TV-serie)
- 2005 – Wedding Crashers
- 2005–2008 – King of the Hill (TV-serie) (röst)